# 16 Batalion Celny

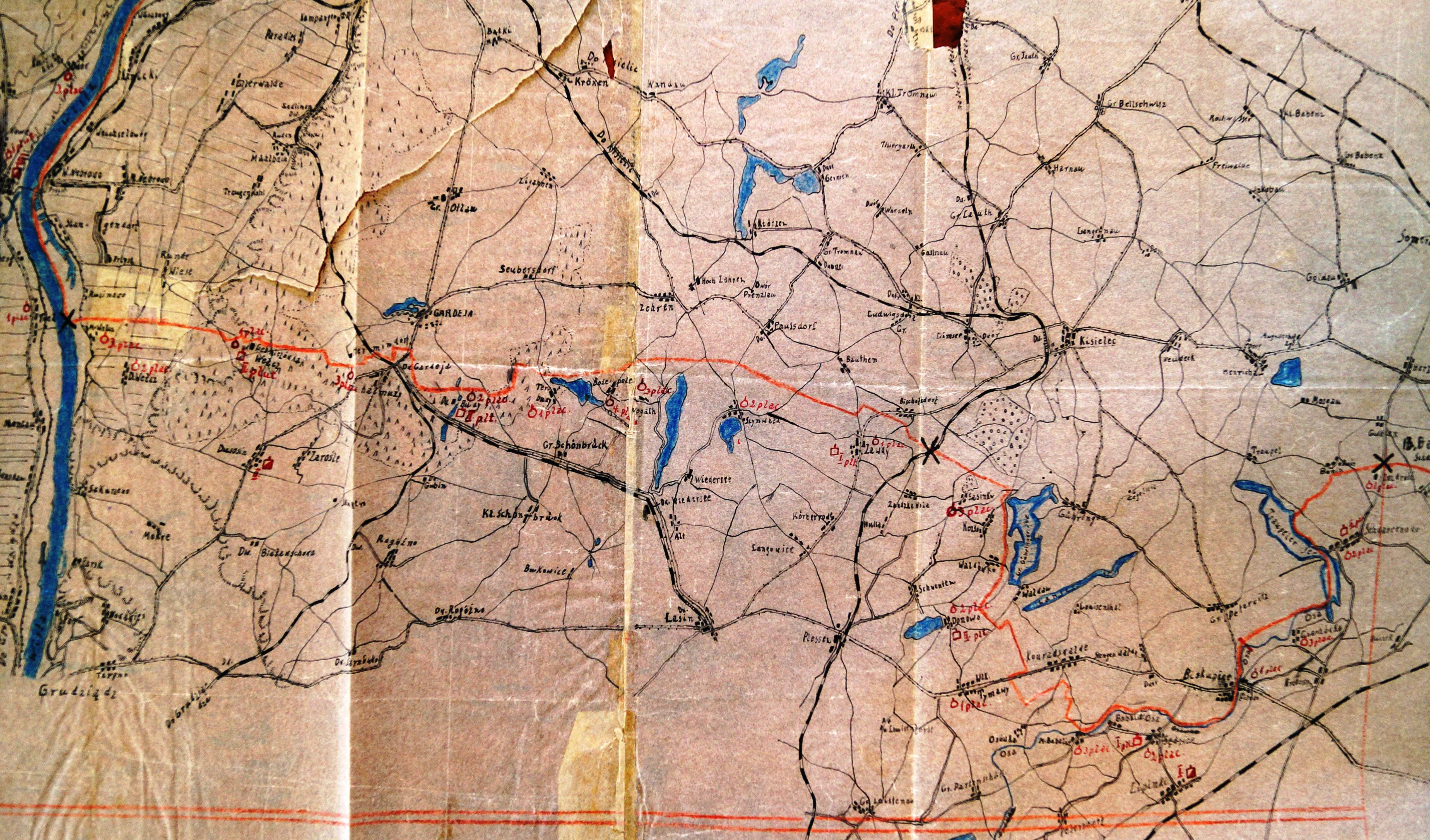
Szkic rozmieszczenia 1 i 2 kompanii 16 batalionu celnego „Nowe”

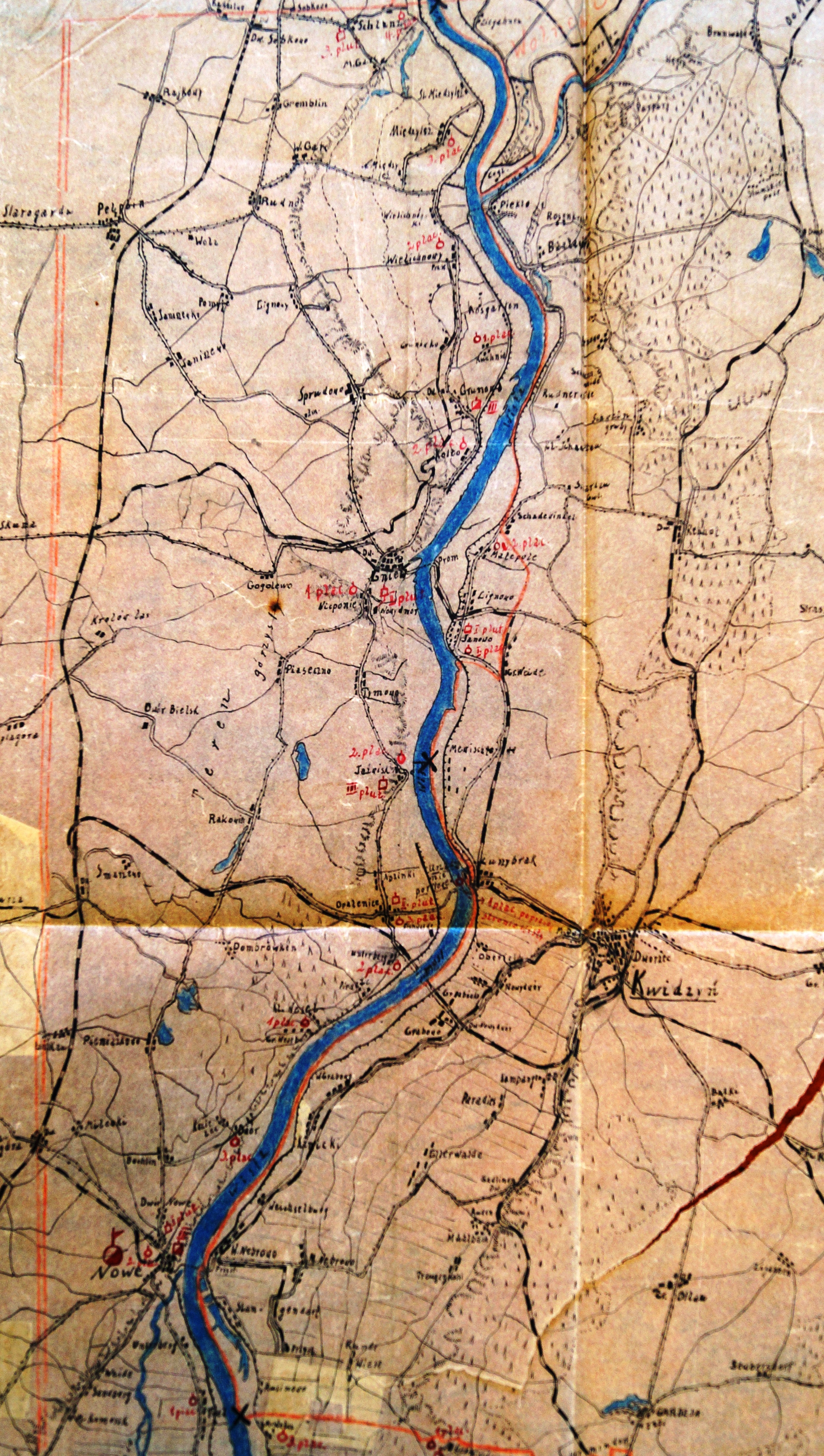
Szkic rozmieszczenia 3 i 4 kompanii 16 batalionu celnego „Nowe”

16 Batalion Celny – jednostka organizacyjna formacji granicznych II Rzeczypospolitej.

## Formowanie i zmiany organizacyjne
Na podstawie rozkazu Ministra Spraw Wojskowych nr 3046/Org z dnia 24 marca 1921 w miejsce batalionów wartowniczych i batalionów etapowych utworzone zostały bataliony celne. 16 batalion celny powstał w granicach DOG Poznań, a zorganizowano go na bazie 3/VII batalionu wartowniczego. Etat batalionu wynosił 14 oficerów i 600 szeregowych. Podlegał Komendzie Głównej Batalionów Celnych, a pod względem politycznym Ministrowi Spraw Wewnętrznych.
Mimo że batalion był w całym tego słowa znaczeniu oddziałem wojskowym, nie wchodził on w skład pokojowego etatu armii. Uniemożliwiało to uzupełnianie z normalnego poboru rekruta. Ministerstwo Spraw Wojskowych zarówno przy ich formowaniu, jak i uzupełnianiu przydzielało mu często żołnierzy podlegających zwolnieniu, oficerów rezerwy oraz szeregowców i oficerów zakwalifikowanych przez dowództwa okręgów generalnych jako nie nadających się do dalszej służby wojskowej. Po sformowaniu dowództwo batalionu stacjonowało w Nowem nad Wisłą. Swoje kompanie batalion rozmieścił  w Lipnikach, Dusocinie, Gronowie i Nowem. 1 sierpnia sztab 4 kompanii celnej przeniesiono z Nowego do Pieniążkowa. Z dniem 1 września 1921 zniesiono placówkę celną w Niecponiach. Rozkazem tajnym nr 10 z 7 października 1921 Komendant Główny Batalionów Celnych nakazał likwidację batalionów nr 14., 17. i 18. W myśl tego rozkazu 17 batalion celny miał przekazać swoją 3 kompanię do 16 batalionu celnego w Nowem. W dniu 28 października wszystkie kompanie rozformowywanych batalionów winny odejść do miejsc nowego przeznaczenia. 
W listopadzie 1921 Ministerstwo Spraw Wewnętrznych postanowiło powołać brygady celne. 16 batalion celny znalazł się w strukturze 1 Brygady Celnej. 16 batalion celny został zluzowany przez Straż Graniczną 14 marca 1922 o godzinie 12:00 i niedługo potem rozwiązany . Ostatni meldunek dyslokacyjny batalion przesłał na dzień 1 kwietnia 1922.

## Służba celna
17 maja 1921 Główna Komenda Batalionów Celnych zarządziła zmiany dyslokacyjne batalionów. 16 batalion celny miał ochraniać odcinek granicy od Scharschau–Jędrychów do Schlanz–Sobkowy. Sztab batalionu rozlokowany miał być w Grupie.
Odcinek batalionowy podzielony był na cztery pododcinki, które obsadzały kompanie wystawiające posterunki i patrole. Posterunki wystawiano wzdłuż linii granicznej w taki sposób, by mogły się nawzajem widzieć w dzień. W tym zakresie batalion współpracował z posterunkami i patrolami Policji Państwowej. Współpraca polegała na tym, że te pierwsze wystawiały wzdłuż linii granicznej stale posterunki i patrole, natomiast policja tworzyła je w głębi strefy, poza linią graniczną. W zakresie ochrony granicy batalion podlegał staroście.
Sąsiednie bataliony
13 batalion celny w Lubawie ⇔ 21 batalion celny w Tczewie – VI 1921

## Kadra batalionu
Dowódcy batalionu
| stopień | imię i nazwisko           | okres pełnienia służby | kolejne stanowisko |
| ------- | ------------------------- | ---------------------- | ------------------ |
| kapitan | kpt. Aleksander Sturomski | VIII 1921 – IV 1922    |                    |

## Struktura organizacyjna
| OdeB 16 batalionu celnego w Nowem nad Wisłą na dzień 1 sierpnia 1921:                    | OdeB 16 batalionu celnego w Nowem nad Wisłą na dzień 1 sierpnia 1921: | OdeB 16 batalionu celnego w Nowem nad Wisłą na dzień 1 sierpnia 1921: | OdeB 16 batalionu celnego w Nowem nad Wisłą na dzień 1 sierpnia 1921: | OdeB 16 batalionu celnego w Nowem nad Wisłą na dzień 1 sierpnia 1921: |
| kompanie                                                                                 | 1. Lipinki                                                            | 2. Dusocin                                                            | 3. Gronowo                                                            | 4. Nowe                                                               |
| ---------------------------------------------------------------------------------------- | --------------------------------------------------------------------- | --------------------------------------------------------------------- | --------------------------------------------------------------------- | --------------------------------------------------------------------- |
| dowódcy                                                                                  | ppor. Feliks Tomaszewski                                              | ppor. Józef Paszkowski                                                | ppor. Mieczysław Rosochowicz                                          | por Mieczysław Stroiński                                              |
|                                                                                          |                                                                       |                                                                       |                                                                       |                                                                       |
| placówki                                                                                 | Szwarcenowo                                                           | Zawda                                                                 | Janowo                                                                | Tryl                                                                  |
| placówki                                                                                 | Bonin                                                                 | Szymwałd                                                              | Lignowy                                                               | Nowe                                                                  |
| placówki                                                                                 | Czarkówka                                                             | Nogat                                                                 | Nicponie                                                              | Kozielec                                                              |
| placówki                                                                                 | Sędzice                                                               | Boże Pole                                                             | Kotło                                                                 | Duże Wiosło                                                           |
| placówki                                                                                 | Fitowo                                                                | Torbudy                                                               | Kuchnia                                                               | Opalenie Most                                                         |
| placówki                                                                                 | Babalice                                                              | Budy                                                                  | Walichnowy                                                            | Opalenie Wieś                                                         |
| placówki                                                                                 | Wielka Tymawa                                                         | Kołmuczyn                                                             | Międzyłecz                                                            | Kurczybrak                                                            |
| placówki                                                                                 | Donowo                                                                | Leśniczówka                                                           | Małe Słońce                                                           | Jaźwiska                                                              |
| placówki                                                                                 | Łasinka                                                               | Duży Wełcz                                                            |                                                                       |                                                                       |
| placówki                                                                                 | Mały Wełcz                                                            |                                                                       |                                                                       |                                                                       |
|                                                                                          |                                                                       |                                                                       |                                                                       |                                                                       |
| Ordre de Bataille16 batalionu celnego w Nowem na dzień 1 grudnia 1921 i 1 kwietnia 1922: |                                                                       |                                                                       |                                                                       |                                                                       |
| kompanie                                                                                 | 1. Lipinki                                                            | 2. Dusocin                                                            | 3. Gronowo                                                            | 4. Pieniążkowo                                                        |
| dowódcy                                                                                  | por. Łucjan Ciądliński                                                | por. Mieczysław Stroiński                                             | ppor. Mieczysław Rosochowicz                                          | por. Roman Drzewiecki                                                 |
| dowódcy                                                                                  | por. Łucjan Ciądliński                                                | por. Mieczysław Stroiński                                             | por. Jan Kaczorowski                                                  | por. Roman Drzewiecki                                                 |
| placówki                                                                                 | Zazdrość                                                              | Zawda                                                                 | Janowo                                                                | Tryl                                                                  |
| placówki                                                                                 | Szwarcynowo                                                           | Szymwałd                                                              | Lignowy                                                               | Nowe                                                                  |
| placówki                                                                                 | Szachówka                                                             | Nogat                                                                 | Kotło                                                                 | Kozielce                                                              |
| placówki                                                                                 | Fitowo                                                                | Bożepole                                                              | Kuchnia                                                               | Duże Wiosło                                                           |
| placówki                                                                                 | Sędzice                                                               | Terbudy                                                               | Walichnowy                                                            | Opalenie Most                                                         |
| placówki                                                                                 | Babalice                                                              | Budy                                                                  | Międzyłęź                                                             | Opalenie Wieś                                                         |
| placówki                                                                                 | Kuczwały                                                              | Kalmuzy                                                               | Małe Słońce                                                           | Kurczybrak                                                            |
| placówki                                                                                 | Wielka Tymawa                                                         | Leśniczówka                                                           |                                                                       | Jaźwiska                                                              |
| placówki                                                                                 | Donowo                                                                | Wielki Wełcz                                                          |                                                                       |                                                                       |
| placówki                                                                                 | Łasińka                                                               | Mały Wełcz                                                            |                                                                       |                                                                       |